# Teglværksskoven (Frederikshavn)
 For alternative betydninger, se Teglværksskoven. (Se også artikler, som begynder med Teglværksskoven)
Teglværksskoven er en gammel græsningsskov, der ligger vest for Frederikshavn og Knivholt. Området tilhører i dag Frederikshavn Kommune. Græsningen blev genoptaget i 1993, og skoven er blevet plejet med afgræsning siden da. Dette har genskabt en enestående naturtype. Udover den egentlige græsningskov består en stor del af Teglværksskoven også af engarealer, der er fredet jf. Naturbeskyttelseslovens § 3.
Der er adgang til området fra Bækmojenvejen, og derfra kan man følge et afmærket stiforløb rundt i området. Bemærk at dette kræver ordentligt fodtøj.

## Eksterne links
- Frederikshavn.dk: Teglværksskoven Arkiveret 22. juli 2020 hos  Wayback Machine

57°27′5.67″N 10°27′59.22″Ø / 57.4515750°N 10.4664500°Ø
|  | Denne artikel om lokaliteten Teglværksskoven (Frederikshavn) kan blive bedre, hvis der indsættes et (bedre) billede. Du kan hjælpe ved at afsøge Wikimedia Commons for et passende billede eller lægge et op på Wikimedia Commons med en af de tilladte licenser og indsætte det i artiklen. |